# Star Trek: Countdown
Star Trek: Countdown è un libro a fumetti pubblicato in quattro numeri a partire da gennaio 2009. Ambientato nel XXIV secolo, racconta la storia di Nero e Spock che precede logicamente gli eventi narrati nel film Star Trek del 2009.
Il sottotitolo del libro è The official prequel to the upcoming motion picture ("l'antefatto ufficiale del film in arrivo"); è pubblicato dalla IDW Publishing e ogni numero riporta in copertina il viso del protagonista, nell'ordine Nero, Data, Picard e Spock.
Il numero di maggio 2009 della rivista di tecnologia Wired (edizione americana) ha ospitato una intervista al regista del film J. J. Abrams e uno speciale mini fumetto di 6 pagine intitolato When Worlds Collide (Star Trek) che funge da ulteriore collegamento tra Countdown e il film.
Sebbene Roberto Orci abbia dichiarato che il fumetto potrebbe essere considerato parte del Canone di Star Trek, almeno fino a eventuali smentite in future produzioni televisive o cinematografiche., è un fatto noto che i fumetti e i romanzi di Star Trek non sono mai entrati a far parte del Canone.
Le nuove uniformi della Flotta Stellare che si vedono nel fumetto sono apparentemente identiche a quelle sviluppate per il MMORPG Star Trek Online. Pare inoltre che la linea temporale ideata come background del gioco sia completamente allineata con gli eventi narrati nel fumetto.
Star Trek: Nero è un altro libro a fumetti collegato a Star Trek, differentemente da Countdown è uscito dopo la proiezione del film.
Star Trek: Countdown to Darkness è una miniserie a fumetti simile che fa da introduzione al successivo film della serie Into Darkness - Star Trek.

## Storia della pubblicazione
Il fumetto prende origine dalla continua richiesta di Anthony Pascale, editor del sito TrekMovie.com, a Roberto Orci di un modo di passare il testimone dalla The Next Generation di nuovo indietro alla Serie Classica.
Il primo volume è uscito il 21 gennaio 2009 al costo di 3,99 USD, identificato dal UPC 82771400001600111.

Il secondo volume è uscito il 25 febbraio 2009 al costo di 3,99 USD, con UPC 8277140000100211.

Il terzo volume è uscito il 18 marzo 2009 al costo di 3,99 USD, con UPC 82771400001600311.

Il quarto volume è uscito il 1º aprile 2009 al costo di 3,99 USD, con UPC 82771400001600411.
Un libro in paperback contenente tutti e quattro i volumi (e qualche contenuto extra) è disponibile dal mese di aprile 2009, ISBN 1-60010-420-7.

## Trama

### Primo volume
Data stellare 64333.4 (2387): la storia inizia sulla Narada, astronave mineraria del capitano Nero che si trova costretta ad abbandonare l'estrazione di un materiale chiamato decalitio a causa di un massiccio brillamento stellare, da parte della Stella di Hobus.
La scena si sposta su Romulus dove l'Ambasciatore Spock racconta come l'Impero Romulano sia diventato più tollerante verso concetti come curiosità, tolleranza e diplomazia e abbia, alla fine, promulgato norme sull'immigrazione. Queste leggi hanno permesso anche a Spock di stabilirsi legalmente su Romulus, cinque anni prima, come ambasciatore della Federazione Unita dei Pianeti.
In un suo intervento al Senato, Spock espone l'incombente minaccia di una catastrofe ambientale originata nel sistema Hobus: la stella si sta trasformando in una supernova di potenza mai vista che potrebbe mettere a rischio non solo i sistemi stellari vicini, ma addirittura l'intero Impero Romulano. Spock propone di utilizzare il decalitio per creare una quantità di Materia Rossa sufficiente a trasformare la supernova in un buco nero e arrestarne l'espansione. Appena scoperto che la tecnologia necessaria per portare a termine questo compito è frutto di ricerche vulcaniane, il Senato reagisce oltraggiato. Nero, rappresentante della corporazione dei minatori, interviene a sorpresa nel dibattimento, sostenendo apertamente le argomentazioni di Spock, portando a testimonianza la propria esperienza diretta con la stella del sistema Hobus.
Nonostante queste dichiarazioni, il Pretore si limita a interrompere e posporre la discussione sull'argomento in attesa che vengano effettuate ulteriori e più approfondite ricerche sul problema.
Nero, estremamente preoccupato per quello che ha visto all'inizio della vicenda e per l'apparente mancanza di interesse da parte dei politici, decide di unire le forze con Spock, offrendosi di estrarre il decalitio da un giacimento nel sistema Kimben e mettendo a disposizione la propria nave e il suo equipaggio. Spock si fida delle buone intenzioni di Nero e accetta la proposta.
Giunta a destinazione, con l'equipaggio pronto a iniziare l'estrazione, la nave viene attaccata da tre vascelli remani e abbordata da un gruppo di soldati. All'improvviso una nave della Federazione interviene dando battaglia alle navi remane. La nave in questione è la USS Enterprise E, il cui capitano, un Data apparentemente redivivo, intima alle due parti di cessare le ostilità.

### Secondo Volume
Data stellare 64390.1, la storia riprende dove l'avevamo lasciata alla fine del volume precedente. L'Enterprise apre il fuoco, e rende inoffensive le navi Remane attaccanti. A bordo della Narada, nel frattempo, l'equipaggio di Nero, riesce ad avere la meglio sulla squadra d'abbordaggio Remana che si era teletrasportata a bordo, e accoglie una squadra di sbarco dell'Enterprise. Un controllo dei danni alla nave mineraria rivela che non è possibile completare l'estrazione del decalitio senza prima effettuare alcune lunghe riparazioni. Il Capitano Data suggerisce di confiscare il minerale dei Remani, in quanto merce di contrabbando, e di ottenere così la quantità necessaria per la prosecuzione del piano.
Mentre L'equipaggio dell'Enterprise aiuta a rimettere la Narada in grado di volare a curvatura, Nero e Spock partecipano a una cena di cortesia sulla nave federale. Mentre è ospite a bordo, Nero ha accesso ad alcune informazioni non confidenziali dai database della nave e si dimostra molto interessato ai capitani più famosi nella storia della Flotta Stellare, tra cui ovviamente James T. Kirk e, come si scoprirà poi, Jean-Luc Picard.
Nel frattempo Spock e Data hanno un breve colloquio, dove scopriamo che il capitano è in effetti B-4 nel cui cervello positronico sono stati impressi gli schemi neurali scaricati da Data nel corso della missione su Romulus vista in Star Trek - La nemesi (l'androide è riuscito, evidentemente, seppur dopo qualche tempo, ad assimilare completamente gli schemi mentali di Data, e ad implementare la sua programmazione, come sembra intuirsi alla fine di Star Trek - La nemesi). L'assimilazione di tali schemi da parte dell'Androide prototipo è andata a buon fine, e la personalità di Data è stata in tal modo ripristinata. Data comunica a Spock che la Federazione ha autorizzato una missione segreta nel sistema Hobus per impedire alla stella di esplodere. Alla reazione stupita dell'ambasciatore, il capitano risponde semplicemente che la situazione è diventata molto più complicata.
Intanto, su Romulus, alcuni scienziati hanno iniziato a studiare ben più approfonditamente il fenomeno nel sistema di Hobus e si sono resi pienamente conto del pericolo rappresentato dalla stella, tanto da arrivare a suggerire al Senato di iniziare una guerra contro Vulcano per invaderlo e appropriarsi della tecnologia necessaria a fermare l'esplosione della stella. Prima che venga presa una decisione definitiva al riguardo, tuttavia, si decide di avviare immediatamente i protocolli per un'evacuazione d'emergenza del pianeta.
Arrivati su Vulcano, Spock e i suoi alleati romulani ricevono una accoglienza più che fredda, tanto che viene loro intimato di ritirarsi dallo spazio vulcaniano. Solo grazie all'intervento dell'ambasciatore Picard, Spock e di Nero possono sbarcare e viene permesso loro di parlare di fronte al Consiglio Scientifico.
Durante l'udienza, Spock esprime una rinnovata preoccupazione per la stella del sistema Hobus e arriva a dichiarare che il fenomeno rappresenta un pericolo addirittura per l'intero Universo. Il presidente del consiglio si dimostra poco incline a condividere le preoccupazioni dell'ambasciatore e invece esprime perplessità riguardo al suggerimento di condividere le ricerche sulla manipolazione della Materia Rossa con un governo militaristico come quello romulano.
Messa ai voti, la proposta di Spock viene respinta e questo risultato fa indispettire ancora di più Nero che si mostra irrequieto e furioso verso Spock e i Vulcaniani. Il romulano accetta di trasferire tutto il decalitio sull'Enterprise con la promessa di Spock, Picard e Data di fare tutto il possibile per portare a termine la missione per loro conto, senza aiuto Vulcaniano.
Mentre Spock e Picard discutono sulla possibilità di una missione suicida per l'iniezione della Materia Rossa, Data li informa che la stella Hobus è effettivamente esplosa. Proprio nello stesso momento, Nero rientrando nello spazio romulano, e ripensando all'ultima conversazione con la moglie, assiste impotente alla distruzione di Romulus da parte della stella in espansione.

### Terzo Volume
Romulus è andato distrutto alla fine del volume precedente, Nero ha assistito alla sua polverizzazione e ora non gli resta che piangere la morte della moglie, del figlio e di tutta la sua famiglia. Distrutto dal dolore, riceve una chiamata da parte della Nave Stellare Galen che, insieme a altre due navi ospedale di classe Olympic, offrono assistenza alla Narada. Nero accetta l'aiuto e chiede di prepararsi a teletrasportare i feriti. Sospettando un tentativo di invasione da parte della Federazione, Nero in effetti ha pianificato un trucco per far arrivare sulle navi della Flotta una serie di esplosivi, distruggendole così tutte e tre.
Nero intercetta uno shuttle sul quale hanno trovato rifugio i Senatori romulani, i quali, presi a bordo della Narada, spiegano a Nero che il loro compito è ora guidare il popolo romulano verso una nuova casa. Nero dice che la civiltà romulana è morta insieme al suo pianeta natale e, in uno scatto d'ira, afferra il Debrune Teral'n, un'antica arma che rappresenta lo scettro del potere, con la quale uccide il Pretore.
Dopo l'assassinio, Nero e il suo equipaggio completano simbolicamente la loro trasformazione da pacifici minatori a guerrieri portando a termine un antico rituale che consiste nella rasatura della testa e nel tatuaggio profondo come segno del dolore per la perdita per i propri cari.
Nel frattempo, su Vulcano, l'Alto Consiglio sta ancora decidendo il da farsi riguardo alla materia rossa e al piano di Spock. Il vulcaniano e Picard interrompono la seduta dicendo di avere trovato una soluzione al problema della stella di Hobus che da supernova si è tramutata in un fenomeno sconosciuto e potenzialmente apocalittico. Il piano è di portare la materia rossa all'interno della stella creando così una singolarità capace di far collassare l'astro su sé stesso. Per portare a termine il piano è necessario servirsi di una nave sperimentale chiamata Jellyfish che permette di operare in atmosfere estreme.
Nero, su indicazione dei senatori, giunge a una base militare segreta chiamata The Vault che rappresenta il punto di incontro per tutta la flotta superstite. Salito a bordo, il comandante D'SPAL accoglie Nero e gli mostra l'arma più avanzata nel complesso: un derivato di tecnologia Borg che dà ai Romulani un vantaggio tecnologico incolmabile sulle altre potenze della Galassia. D'SPAL riconosce la sete di vendetta di Nero ed è più che disponibile ad adattare la nuova arma alla Narada, rendendola quindi un pericolo formidabile per tutti i nemici dell'Impero.
La Jellyfish arriva finalmente su Vulcano con il suo pilota e ideatore: Geordi La Forge che, dopo aver lasciato la Flotta, è diventato un progettista privato di astronavi. In un cantiere vulcaniano, la nave viene modificata per accogliere la piccola, ma pericolosamente instabile quantità di materia rossa necessaria a creare il buco nero nella stella di Hobus.
Mentre Data e LaForge sovrintendono alle modifiche della Jellyfish, Picard e Spock analizzano le prove dell'uccisione del pretore e dei senatori romulani - i cui corpi sono stati ritrovati a fluttuare nello spazio - e della scomparsa di altre navi Federali, Cardassiane e anche Klingon sui rispettivi confini romulani.
I due sono molto preoccupati per il fatto che Nero potrebbe effettivamente essere in rotta verso Vulcano per portare a termine la sua vendetta, Spock decide quindi di anticipare la partenza della Jellyfish e rivela anche che sarà lui il pilota della nave, in quanto è meno logico mettere a repentaglio la vita di LaForge piuttosto che la sua. L'ambasciatore, inoltre, si sente responsabile per non essere riuscito a convincere le parti coinvolte della pericolosità della minaccia del fenomeno stellare e per la sua decisione di coinvolgere Nero.
Pur non essendo del tutto convinto dal Vulcaniano, Picard non prova nemmeno a fargli cambiare idea e non si oppone al suo piano. Da parte sua, però, l'ex capitano ha anche messo in atto altre contromisure nei confronti di un'eventuale incursione di Nero.
Poco dopo aver neutralizzato un altro attacco da parte della Flotta Stellare, l'equipaggio di Nero si chiede se il piano di guerra che si sono prefissati può affettivamente essere portato a termine da soldati improvvisati come loro. Nero è determinato a proseguire il viaggio per distruggere Vulcano e rassicura i suoi uomini sulle loro capacità. Prima della partenza, la Narada viene attaccata da una flotta di navi appena disoccultata. È un gruppo di attacco Klingon composta da falchi da guerra di classe K'Vort comandati dal Generale Worf che accusa Nero di violazione del confine e assassinio di cittadini dell'Impero. Il Klingon richiede la resa immediata e minaccia la distruzione della Narada insieme al suo equipaggio.

### Quarto volume
Data stellare 64467.14, l'intervento dell'Impero Klingon contro Nero si è rapidamente trasformato in uno scontro in campo aperto in cui la flotta ai comandi del generale Worf tenta senza successo di penetrare le difese della Narada. La risposta di Nero, invece, è molto efficace nel distruggere molte navi Klingon sparando pochi colpi, addirittura mentre la nave è occultata. Dopo questa dimostrazione di forza, il Romulano invita Worf a salire a bordo della sua nave per discutere i termini della resa dell'intero Impero Klingon. Worf accetta, ma in effetti mette in atto un piano ardito: con altri guerrieri si avvicina alla Narada e, invece di attraccare, i klingon iniziano a tagliare lo scafo della nave per abbordarla. Nero non interferisce con il piano e manda i suoi uomini contro i Klingon.
Su Vulcano, nel frattempo, LaForge consegna la Jellyfish a Spock dopo che tutte le modifiche sono state completate. L'ingegnere comunica al vulcaniano che la nave viene attivata solo da comandi vocali calibrati sulle caratteristiche di Spock, in modo che nessuno possa impossessarsene in maniera fraudolenta. Data e Picard intervengono nella discussione e comunicano che la Narada ha ingaggiato la forza d'attacco Klingon, decidono anche di dirigere l'Enterprise verso il luogo dello scontro per aiutare i loro alleati. Data dice che tutti si riuniranno su Vulcano dopo la soluzione della crisi, ma Spock è molto meno ottimista per quanto riguarda la possibilità che Nero fermi il suo attacco, in quanto, pur credendolo un uomo buono nel profondo, Nero ha subito un tale dolore da essere pronto a tutto, non avendo più nulla da perdere. In partenza verso le rispettive destinazioni, Spock saluta i suoi colleghi e amici e dichiara che, per quanto la sua missione sia probabilmente disperata, è sicuro di lasciare la Galassia in mani più che capaci.
Sulla Narada i più abili e preparati guerrieri Klingon stanno facendo strage degli uomini dell'equipaggio di Nero. Worf riesce addirittura a raggiungere la plancia della nave con l'intento di affrontare faccia a faccia il capitano nemico. Nero è nascosto e, prima di colpire, cerca di convincere Worf che i Klingon sono usati dalla Federazione proprio come lui è stato usato da Spock e dai Vulcaniani: per perseguire i propri scopi. Worf è del tutto impermeabile al discorso e si prepara alla lotta, ma viene colpito alla schiena da un tentacolo Borg. Nero dichiara quindi che, dopo aver distrutto Vulcano e la Terra, Kronos sarà il successivo bersagli della sua furia distruttiva.
Al suo arrivo sul campo di battaglia, l'Enteprise non trova altro che rottami dei vascelli Klingon. Rottami e la Narada che improvvisamente disattiva il suo occultamento e apre un canale di comunicazione con la nave federale. Nero mostra agli ufficiali di plancia lo spettacolo del loro ex collega impalato sulla placia della nave e domanda se Spock sia effettivamente andato a colpire la stella di Hobus. Picard chiede a Nero di interrompere i suoi attacchi, dato che nessun massacro potrò portare indietro Romulus dalla distruzione. Picard minaccia di attaccare la Narada con tutta la forza della Flotta Stellare se il suo capitano non dovesse arrendersi.
Nero ignora le parole di Picard e lo taccia dicendogli che lui non ha titolo non essendo più un capitano. Si rivolge quindi a Data e gli offre la possibilità di teletrasportare Worf a bordo della Enterprise, dopodiché chiude bruscamente la comunicazione. Data e Picard si consultano su quella che è senza dubbio una trappola ordita da Nero per indurre l'Enterprise ad abbassare gli scudi e diventare così un facile bersaglio per la nave nemica. Allo stesso modo, tuttavia, anche la Narada sarebbe temporaneamente alla mercé delle armi dell'Enterprise per lo stesso motivo e lo scontro si risolverebbe dalla velocità di movimento degli scudi. Data prende la decisione di accettare l'offerta di Nero.
Dopo aver trasportato Worf sulla plancia dell'Enterprise (e, da lì, nell'infermeria) la Narada apre il fuoco sull'Enterprise, ma la mossa è prevista e nello stesso tempo la nave federale scatena i suoi banchi phaser sulla nave romulana. La Narada infligge un grave danno all'Enterprise, ma la nave sopravvive allo scontro, la propulsione a curvatura tuttavia è danneggiata e quindi Data non può inseguire Nero che si precipita all'inseguimento di Spock.
Il vulcaniano intanto sta completando l'avvicinamento alla stella Hobus, mentre rilascia la capsula di materia rossa, Spock compila il diario della nave e lo trasmette nello spazio nella speranza che qualcuno possa registrare la cronaca del suo ultimo viaggio e possa trasmetterla all'Accademia Vulcaniana delle Scienze dove potrà essere conservata negli archivi. Spock trova il tempo di annotare come il sistema di conservazione e di invio della materia rossa abbia funzionato alla perfezione, così come la singolarità si generi e si accresca in accordo con i calcoli.
Nero, giunto appena in tempo per testimoniare la fine della stella Hobus, accusa Spock di aver preparato il piano fin dall'inizio riuscendo infine a salvare Vulcano a costo della vita di tutto il popolo Romulano. Tuttavia la Narada deve soccombere alla forza gravitazionale della singolarità che trascina la nave al suo interno. Spock chiude il suo diario notando come il pericolo per la Galassia sia finalmente scongiurato e spiegando ai suoi amici che la sua morte non deve essere compianta in quanto la sua missione ha soddisfatto uno dei capisaldi della logica.
Dopo avere rapidamente completato le riparazioni essenziali alla curvatura e aver inseguito Nero, l'Enterprise arriva al sistema Hobus dove al suo equipaggio non resta altro che contemplare il buco nero creato da Spock e constatare la sparizione della Jellyfish e della Narada all'interno della singolarità. Picard commenta come Spock fosse già sicuro della sua morte e avesse accettato la missione pur sapendo che sarebbe stata suicida in ultima analisi. Come segno di rispetto, l'ambasciatore augura che l'anima del Vulcaniano possa vivere a lungo e con prosperità, mentre l'Enterprise si allontana dal buco nero che una volta era la stella Hobus, dove tutto è iniziato. La storia continua sul grande schermo in Star Trek.

## When Worlds Collide
When Worlds Collide è un mini fumetto lungo sei pagine pubblicato sul numero di Maggio 2009 della rivista Wired (e in seguito riprodotto anche online).
Il sottotitolo del fumetto è Spock Confronts the Ultimate Challenge ("Spock affronta la sfida definitiva") ed è un racconto fatto in prima persona da un vecchio Spock poco dopo gli avvenimenti narrati in Countdown.

### Trama
Spock si trova sul pianeta ghiacciato Delta Vega, e cerca di non farsi sopraffare dalle emozioni negative provocate dallo stress per il suo naufragio. Spock racconta come, da ragazzo, avesse imparato a usare la matematica e la logica che stanno dietro la musica per meglio padroneggiare le forti emozioni umane ereditate dalla madre. Dopodiché Spock ricorda il test Tal'oth durante il quale, adolescente, si trovò a dover affrontare a mani nude un Sa-te-kru nel deserto della Fornace Vulcaniana: in questa situazione, un uso perfetto della presa vulcaniana determinò il suo passaggio definitivo all'età adulta. Spock torna poi a ricordare i suoi giorni sulla Enterprise, in particolare della musica condivisa con il tenente Uhura e degli scacchi tridimensionali giocati regolarmente con il Capitano Kirk. L'ultimo ricordo riguarda proprio l'utilità che le strategie sviluppate per quel gioco ebbero nella battaglia finale contro Khan.
Spock torna improvvisamente al tempo e al luogo presente e pensa a come si trovi adesso responsabile di una decisione che cambierà il corso della storia. Su questi ultimi pensieri, il vulcaniano assiste all'ingresso nell'atmosfera di un oggetto rilasciato dall'orbita da una Enterprise apparentemente diversa da quella dei suoi ricordi.